# 内勒勒勒蓬
内勒勒勒蓬（法語：Nesle-le-Repons，法語發音：[nɛl lə ʁəpɔ̃]）是法国马恩省的一个市镇，位于该省西部，属于埃佩尔奈区。

## 地理
内勒勒勒蓬（49°2'56"N, 3°42'40"E）面积5.07 平方千米，位于法国大東部大區马恩省，该省份为法国东北部内陆省份，北起阿登省，西北接埃纳省，西南接塞纳-马恩省，南至奥布省，东南接上马恩省，东临默兹省。
与内勒勒勒蓬接壤的市镇（或旧市镇、城区）包括：特鲁瓦西、费斯蒂尼、伊尼-孔布利济、马勒伊港。

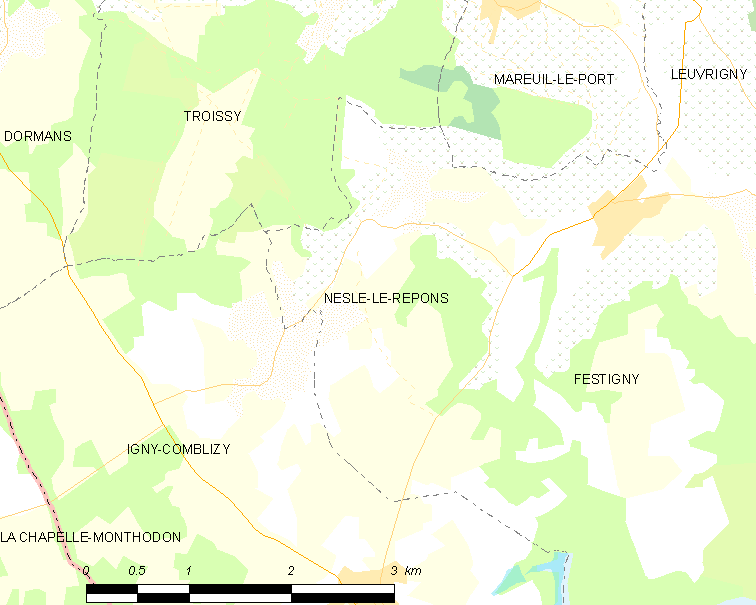
内勒勒勒蓬的OSM定位图

内勒勒勒蓬的时区为UTC+01:00、UTC+02:00（夏令时）。

## 行政
内勒勒勒蓬的邮政编码为51700，INSEE市镇编码为51396。

## 政治
内勒勒勒蓬所属的省级选区为多尔芒-香槟景县。

## 人口

1962-2008年间内勒勒勒蓬人口变化图示

内勒勒勒蓬于2022年1月1日时的人口数量为138人。